# Верх-Чекіно
Верх-Чекино (рос. Верх-Чекино) — присілок у Киштовському районі Новосибірської області Російської Федерації.
Входить до складу муніципального утворення Єрьомінська сільрада. Населення становить 47 осіб (2010).

## Історія
Згідно із законом від 2 червня 2004 року органом місцевого самоврядування є Єрьомінська сільрада.

## Населення
| 2002 | 2007 | 2010 |
| ---- | ---- | ---- |
| 103  | ↘46  | ↗47  |